# Scuola Normale Superiore
La Scuola Normale Superiore (meglio conosciuta in Italia come "la Normale") è una scuola superiore universitaria pubblica con sedi a Pisa, Firenze e Cortona fondata sull'esempio della École normale parigina. La Scuola ha sette sedi a Pisa, tra cui la legale nel Palazzo della Carovana dei Cavalieri di Santo Stefano, una sede a Firenze, nel Palazzo Strozzi e un'altra a Cortona.
La Scuola Normale svolge attività di formazione, sia di tipo ordinario (laurea triennale e laurea magistrale) sia di perfezionamento (dottorato di ricerca).

## Storia

### Il periodo napoleonico
L'istituto nacque grazie al decreto napoleonico del 18 ottobre 1810, relativo agli “stabilimenti di istruzione pubblica” in Toscana – provincia dell'impero francese a partire dal 1807 – che stabilì l'istituzione a Pisa di un "pensionato accademico" per gli studenti universitari. Venticinque posti del pensionato vennero messi a concorso per studenti delle facoltà di Lettere e Scienze, per creare una succursale dell'École normale supérieure di Parigi per i paesi in cui era autorizzato l'uso della lingua italiana.
Nacque così, per volontà di Napoleone, la Scuola Normale Superiore di Pisa. Il termine “Normale” si riferisce alla sua missione didattica primaria, formare insegnanti di scuola media superiore che educassero i cittadini secondo “norme” didattiche e metodologiche coerenti.
Il 22 febbraio 1811, venne emanato il primo bando di concorso, ma la Normale pisana iniziò la propria attività soltanto nel 1813, quando i primi studenti di Lettere e Scienze si stabilirono presso la Scuola.
La prima sede fu il convento di San Silvestro di Pisa: un pensionato a metà tra un ordine militare e un convento, in cui la vita degli studenti fu segnata da un rigido regolamento di disciplina che ricalcava quello della scuola francese di riferimento, indicando con precisione ammissioni, occupazioni, castighi, ricompense e persino il vestiario degli studenti. Seguendo il modello dell'École normale supérieure, la Scuola fu affidata a un direttore, coadiuvato dal sotto-direttore e dall'economo”, addetti all'amministrazione, alla vigilanza degli studi e alla tutela dell'ordine.
La Normale era riservata ai migliori alunni – di età compresa fra i diciassette e i ventiquattro anni – selezionati alla fine dei corsi liceali, i quali durante i due anni di studi conseguivano anche i gradi nelle facoltà di Lettere e Scienze dell'università imperiale. Gli studenti avevano impegni particolari ed erano obbligati a seguire corsi aggiuntivi: venivano seguiti da quattro “ripetitori”, scelti dal direttore tra gli allievi stessi della Normale, che quotidianamente ripetevano le lezioni universitarie e coordinavano delle conferenze, ossia una sorta di seminari. In virtù di questo tirocinio, i giovani si impegnavano ad insegnare, dopo il diploma, nelle scuole secondarie per almeno dieci anni.
La Scuola Normale napoleonica ebbe vita breve: unicamente l'accademico 1813-1814, durante il quale fu direttore il fisico Ranieri Gerbi. Il 6 aprile 1814 Napoleone firmò l'atto di abdicazione: il rientro del granduca Ferdinando III sul trono di Toscana coincise con la chiusura della Scuola, nonostante i vari tentativi per salvarla in nome della sua funzione.

### Il periodo granducale
Il decreto granducale del 22 dicembre 1817 ristabilì a Pisa l'antico ordine dei cavalieri di Santo Stefano; nel 1843, il consiglio dell'Ordine propose di istituire, presso il palazzo della Carovana, un convitto per "giovani nobili” con annessa Scuola Normale.
Per valutare la fattibilità del nuovo progetto, il granduca Leopoldo II di Lorena nominò una commissione, la quale conferì nuovamente alla Scuola la funzione di formare i professori delle scuole secondarie. Il 28 novembre 1846, un Motu proprio granducale istituì la Scuola Normale Toscana, chiamata anche Imperial Regia Scuola Normale, poiché correlata al sistema austriaco. Il 15 novembre 1847, si inaugurò la nuova sede nel palazzo della Carovana.
La nuova Scuola fu definita "teorica e pratica", destinata a "formare i professori e i maestri delle scuole secondarie"; un convitto che metteva a disposizione posti a pagamento oltre a dieci posti gratuiti, con vantaggi riservati ai cavalieri dell'Ordine, ai quali si accedeva tramite un concorso, una volta compiuti i diciotto anni.
Il convitto era composto esclusivamente da studenti di Filosofia e Filologia, mentre erano aggregati alla Scuola gli studenti di Scienze fisiche o matematiche dell'Università, i quali erano comunque tenuti a seguire il corso di pedagogia e ad esercitarsi nell'insegnamento svolgendo tirocini nelle scuole; l'istituto era votato ad una forte connotazione professionale che, in seguito, venne abbandonata. Il corso di studi aveva una durata di tre anni.

Nel periodo granducale, la Scuola risentiva del clima politico: agli entusiasmi risorgimentali subentrarono, per timore di moti e tumulti sovversivi, atteggiamenti reazionari e di impronta confessionale, lamentati dagli studenti stessi.

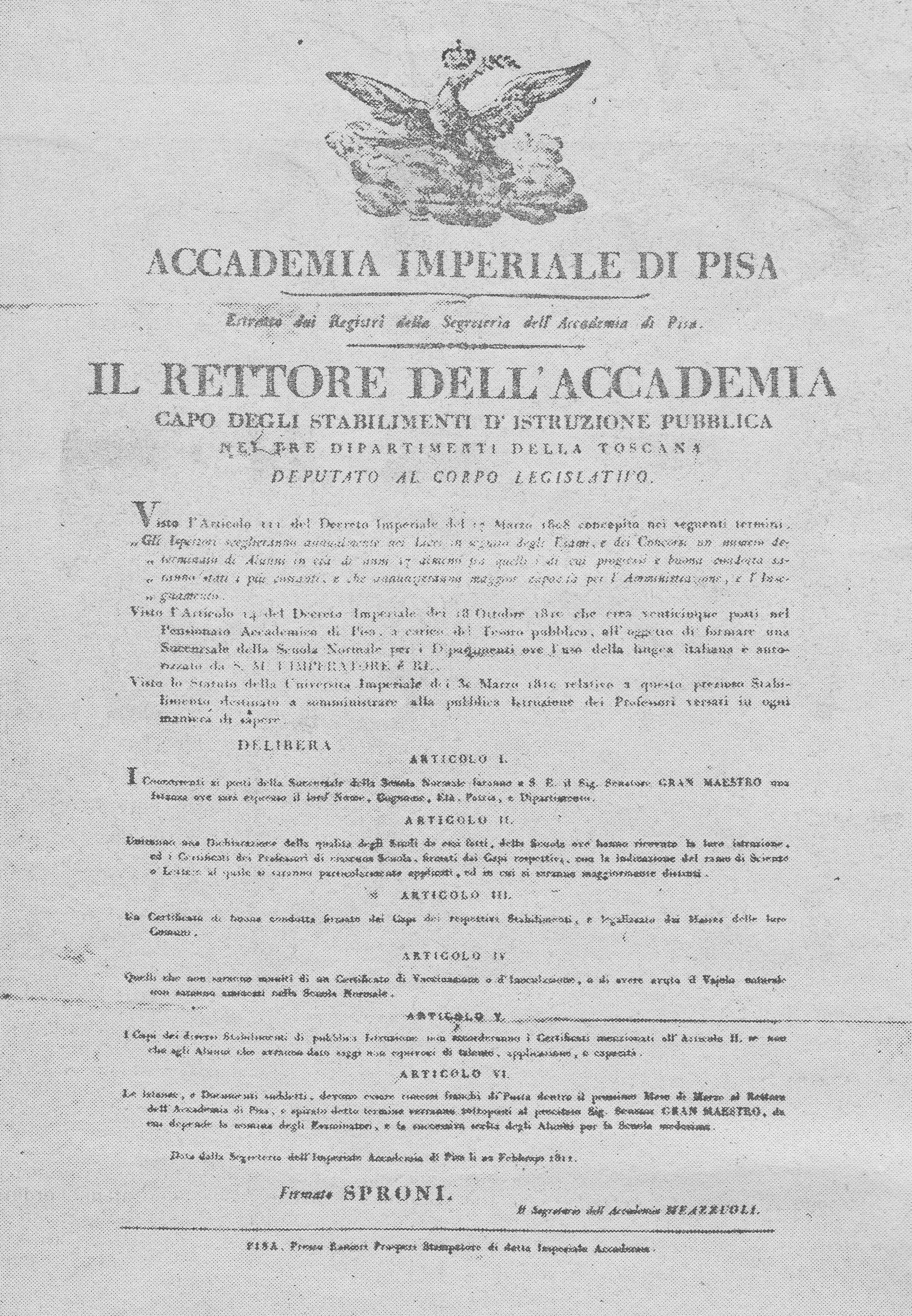
Il primo regolamento della scuola

### Il periodo post-unitario
Con il nuovo Stato unitario l'impianto legislativo e amministrativo del Regno Sabaudo fu esteso a tutta l'Italia. La scuola italiana venne quindi regolata per oltre sessanta anni dalla legge Casati del 1859, emanata in origine per la realtà piemontese e lombarda: secondo un modello centralizzato, essa lasciava ai privati la facoltà di provvedere all'istruzione, ma stabiliva i diritti dello Stato all'insegnamento universitario e di vigilare su tutti i gradi della scuola.
In Toscana il governo provvisorio (1859-1860) tentò di tutelare le tradizioni locali più meritevoli, come la Normale. Dopo un lungo dibattito – in Senato e sulla stampa – sull'opportunità di preservare tale istituzione così "unica e anomala", nel 1862 l'ente fu ufficialmente nominato Scuola Normale del Regno d'Italia.
Numerosi progetti di legge furono sottoposti alla Camera per istituire il modello pisano, allargandolo ad altre università, o per riordinare e ampliare la Scuola Normale di Pisa. Tuttavia, il nuovo Stato unitario, impegnato in provvedimenti finanziari e opere pubbliche ritenuti più urgenti, si limitò ad approvare, col decreto del 17 agosto 1862, alcune modifiche al regolamento della Scuola, affinché continuasse nel proprio ruolo di Scuola Normale italiana.
La "nuova" Normale fu introdotta nell'ordinamento giuridico nazionale dal regolamento Matteucci del 1862, il quale eliminò qualsiasi esercizio religioso e confessionale, in linea con l'orientamento laico della politica italiana. Con il decreto ministeriale nel 1863, gli anni di studio vennero portati a quattro e venne stabilita una nuova struttura organizzativa. A livello didattico il consiglio direttivo fu diviso nelle due sezioni Lettere e Filosofia e Fisico-matematica, formate da insegnanti preposti sotto la supervisione del direttore degli Studi.
Grazie alla fondazione delle riviste Annali della classe di scienze nel 1871 e Annali della classe di lettere e filosofia nel 1873, ebbe inizio l'attività editoriale della Scuola. Con lo sviluppo del corso di perfezionamento la Scuola va a delineare e concretizzata la propria funzione di istituto superiore di formazione scientifica e di ricerca, accanto alla funzione di collegio universitario. A livello politico si definì il ruolo del presidente del consiglio direttivo, organo responsabile del governo morale, scolastico ed economico della Scuola. A livello organizzativo assunse infine rilievo la figura del provveditore-economo atta a gestire i servizi, le risorse umane e finanziarie, e dotata di competenze disciplinari nei confronti degli allievi. Al regolamento Matteucci seguì quello emanato dal ministro Coppino nel 1877, il quale permise anche alla sezione di Scienze l'accesso al convitto oltre a semplificare la complessa struttura del precedente regolamento degli studi e degli esami.

### La riforma gentiliana
Nel 1927, a tre anni dall'entrata in vigore della Riforma Gentile, fu approvato un nuovo regolamento della Scuola Normale che le tolse la propria funzione abilitante, mantenendo quella preparatoria all'insegnamento nelle scuole medie e agli esami che vi abilitano e di promuovere studi di perfezionamento, a cui possono accedere tutti i laureati sul piano nazionale.
La propaganda nazionalistica si diffuse anche all'interno dell'istituto pisano e il controllo del Regime divenne sempre più invadente, sfociando in un primo grave episodio di repressione che portò all'arresto, nel 1928, di tre normalisti per attività antifasciste. Per far fronte ai turbamenti causati dagli avvenimenti politici e alla decadenza della Scuola, che aveva sempre meno allievi, venne nominato quale commissario il filosofo Giovanni Gentile; normalista, figura di spicco del fascismo italiano, ideologo del regime e ministro dell'istruzione, divenuto poi direttore della stessa nel 1928.
Gentile attuò una revisione strutturale della Normale affinché assumesse un più congruo rilievo nazionale; previde, perciò, l'ampliamento della sede e un cospicuo aumento del numero degli allievi e delle attività interne. In particolare, introdusse la gratuità degli studi, abolendo le distinzioni tra convittori a titolo gratuito e a pagamento; inoltre, dal 1929, gli alunni ammessi goderono di vitto e alloggio gratuiti. L'autorità di cui godeva e il consenso del Regime gli consentirono di trovare i mezzi e delle collaborazioni per il suo progetto. Nel frattempo, il rapporto fra Stato e Chiesa inaugurato dai Patti Lateranensi facilitò le trattative con l'arcivescovado per poter disporre del palazzo del Collegio Puteano che, insieme a quello del Timpano, accolse i giovani normalisti, mentre si avviarono i lavori di ampliamento del Palazzo della Carovana.
La Normale gentiliana, riconosciuta dal Decreto Regio del 28 luglio 1932, fu inaugurata il 10 dicembre. Dotata di un nuovo statuto, la Scuola acquisì una propria personalità giuridica e autonomia amministrativa, didattica e disciplinare e divenne un istituto d'istruzione superiore autonomo, benché ancora collegato all'Università di Pisa. Nel 1938 la Scuola Normale aderì, come le altre università del Regno, alle leggi razziali, le quali colpirono gli allievi e il personale docente.

### Il periodo bellico e il dopoguerra
Nonostante la seconda guerra mondiale, la Scuola continua la propria attività, seppur con alcune limitazioni regolamentari e molte difficoltà pratiche. Con la deposizione di Mussolini da parte del Gran Consiglio il 25 luglio 1943, la Normale rimase sotto la dominazione tedesca, in quanto geograficamente appartenente al territorio della Repubblica di Salò.
Dopo il tragico bombardamento aereo di Pisa del 31 agosto 1943 il nuovo direttore Luigi Russo, minacciato d'arresto per motivi politici, dovette lasciare la città e fu sostituito dal matematico Leonida Tonelli, che difese la biblioteca e le suppellettili del palazzo della Carovana, trasformato in caserma tedesca, e trasferì nella vicina Certosa di Calci le collezioni più importanti.
Il 2 settembre 1944, la città fu liberata, tuttavia il palazzo della Carovana fu requisito dall'esercito anglo-americano: allievi e professori furono relegati nel collegio Puteano. Luigi Russo, riconfermato direttore, continuò l'opera di salvaguardia del materiale della Scuola e della sua biblioteca, mentre nella sede provvisoria ripresero le attività. Il 25 settembre 1945, il palazzo fu liberato e, oltre al restauro dell'edificio, si decise di mettere a concorso settanta posti per studenti reduci o partigiani. Luigi Russo e Leonida Tonelli avviarono un'opera di sensibilizzazione che permise di reperire risorse finanziarie – anche non derivanti da contributi statali – e patrimoniali attraverso donazioni ed acquisti.

Nel 1959, dopo settanta anni dalla prima studentessa ammessa, fu infine istituita una sezione femminile con sede nel palazzo del Timpano.

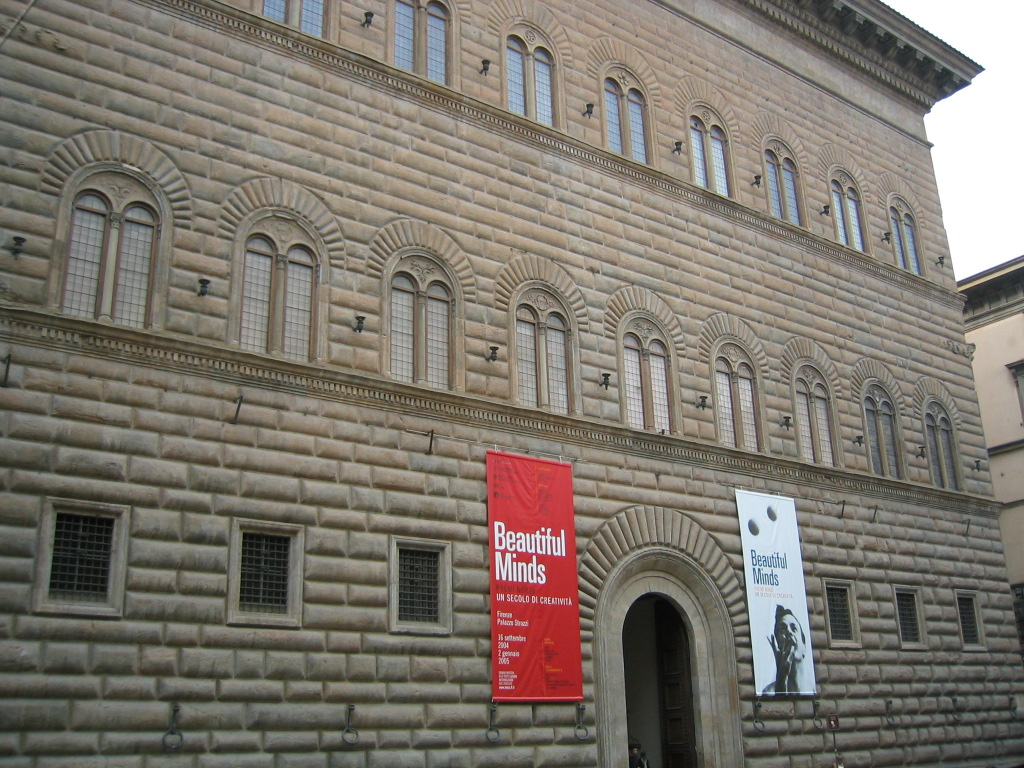
Palazzo Strozzi a Firenze, seconda sede della Scuola Normale Superiore

### Dal dopoguerra all'epoca contemporanea
Nel corso degli anni sessanta del Novecento, la Scuola Normale dovette confrontarsi con le sfide dell'università di massa. Tra il 1964 e il 1977, sotto la direzione di Gilberto Bernardini, venne confermata la vocazione originaria per le discipline pure, rinunciando alla gestione dei collegi medico e giuridico, ai quali si era affiancato il collegio Pacinotti per le scienze applicate; da questi anni prese avvio il processo che condurrà alla nascita della Scuola superiore Sant'Anna.
Tra il 1967 e il 1968, studenti e docenti della Normale presero parte alle contestazioni che dilagavano in tutta Italia: presso l'istituto si contestarono l'impostazione e i regolamenti fondanti, oltre che l'intero sistema universitario. Lo statuto del 1969 nacque da un difficile dialogo tra l'istituzione e gli allievi, dal quale emerse un nuovo quadro formativo della Scuola, che la delineò come istituto di alta formazione scientifica: in particolare, si stabilì l'ampliamento del corpo docente interno, la fondazione e il potenziamento delle strutture di ricerca e l'incremento del numero di allievi dei corsi ordinari e di perfezionamento. In quegli stessi anni, al patrimonio immobiliare dell'ente si aggiunse il palazzone di Cortona, in provincia di Arezzo.
La legge del 18 giugno 1989 riconobbe, infine, l'equipollenza del diploma di perfezionamento della scuola al titolo di dottore di ricerca (PhD) rilasciato dagli atenei italiani.
Nel 2013, la Scuola inglobò l'Istituto italiano di scienze umane di Firenze, che sarebbe diventato il Dipartimento di scienze politico-sociali della Normale, con sede a palazzo Strozzi a Firenze. Nel 2018, la Normale si è federata con la Scuola superiore Sant'Anna di Pisa e con l'Istituto Universitario di Studi Superiori di Pavia.

## Struttura
La scuola è strutturata in due classi, una di Lettere e filosofia e una di Scienze, e un dipartimento, di Scienze politico sociali.

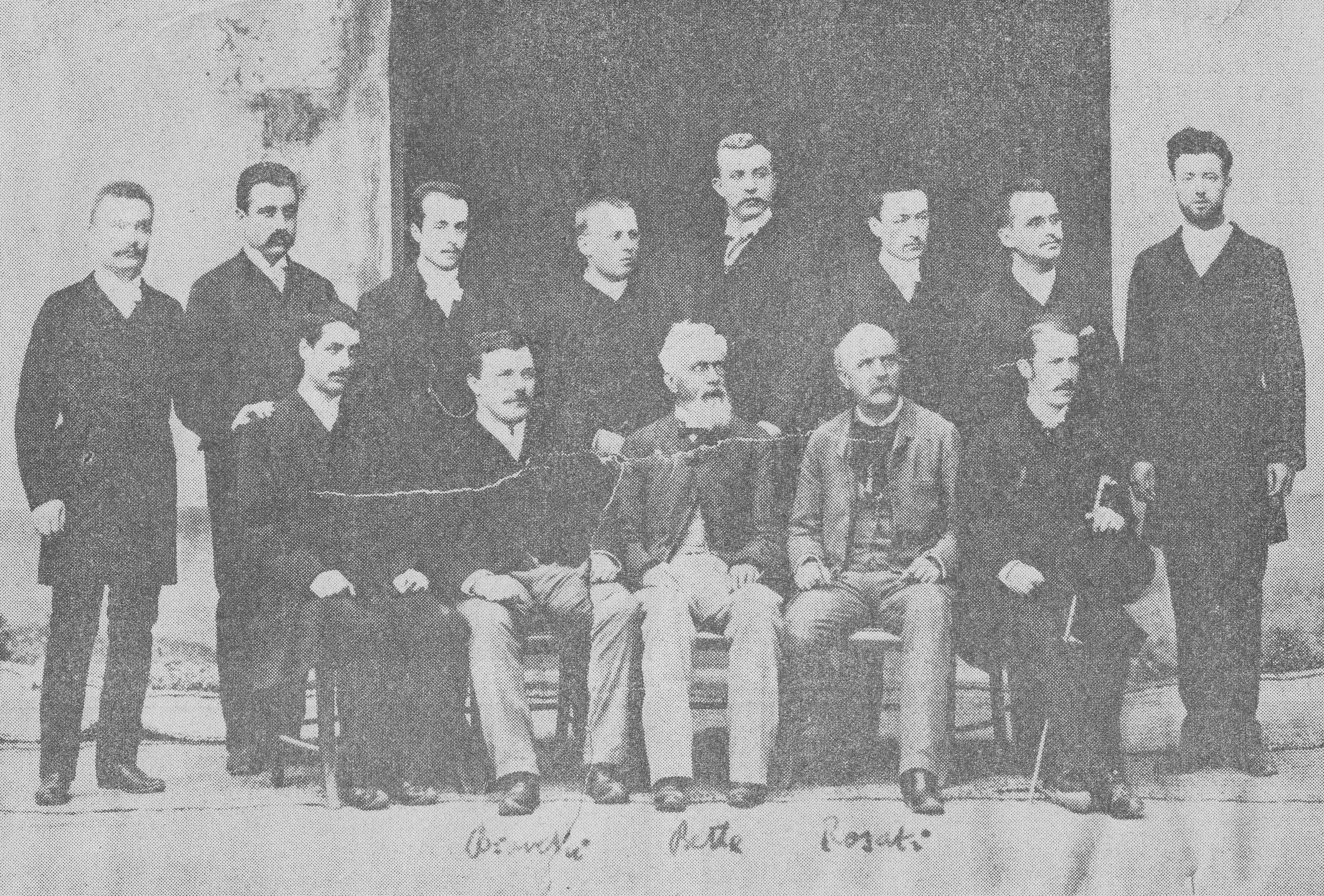
Foto di gruppo di studenti e professori: si riconoscono Luigi Bianchi, Enrico Betti e Filippo Rosati

### Ammissione
L'ammissione avviene per concorso: è possibile accedervi sin dal primo anno di università, oppure dopo aver conseguito la laurea triennale; si può inoltre essere ammessi in qualità di perfezionandi, posizione equivalente a quella di dottorando (PhD).
Gli esami di ammissione sono diversi a seconda della classe di appartenenza cui si chiede l'ammissione; in ogni caso sono previste prove scritte e prove orali. I temi d'esame sono studiati in modo tale da garantire l'ammissione a coloro che siano dotati di originalità e intuizione piuttosto che di competenze nozionistiche e mnemoniche. Per l'ammissione al perfezionamento il concorso avviene per titoli ed esami.
A chi è ammesso alla Scuola Normale sono garantiti vitto e alloggio gratuiti nelle strutture della Scuola, il rimborso delle tasse universitarie, la libera fruizione dei laboratori, della biblioteca e della strumentazione di ricerca, i rimborsi per eventuali soggiorni di studio in Italia e all’estero e ha diritto ad un contributo didattico annuo.

### Archivio
Il Centro Archivistico della Scuola Normale Superiore, istituito nell'ottobre del 2013, conserva, oltre il patrimonio documentario della scuola unitamente a numerosi archivi di personalità della cultura dei secoli XIX e XX, acquisiti tramite lasciti testamentari, doni, depositi e una mirata politica di acquisti. Diversi fondi provengono da personalità legate all'ente (fondi dei direttori Gilberto Bernardini, Enrico Betti, Luigi Bianchi, Alessandro D'Ancona e Ulisse Dini); oppure da doni e acquisti: fra questi, l'archivio Salviati, che tra i suoi documenti manoscritti conserva anche un autografo di Machiavelli.

### Biblioteca
La biblioteca è nata con la Scuola e viene considerata uno strumento essenziale per l'attività didattica e di ricerca. Essa occupa attualmente tre sedi: il Palazzo dell'Orologio, il Palazzo del Capitano e una parte del Palazzo della Carovana. Il patrimonio librario ha superato il milione di volumi totali. Esso si concentra sulle discipline oggetto di studio presso l'ateneo e raccoglie testi di scienza dell'informazione, bibliografia e biblioteconomia.

### Centri di ricerca e laboratori
I centri di ricerca e laboratori attivi presso l'ateneo sono:
- Centro di ricerca matematica "Ennio De Giorgi" (CRM): È stato istituito alla fine del 2001 come centro della Scuola Normale Superiore, con carattere di centro interuniversitario, costituito dall'unione delle tre istituzioni universitarie pisane: l'Università di Pisa, la Scuola superiore di studi universitari e di perfezionamento Sant'Anna e la Scuola Normale Superiore. Il Centro ha un Consiglio, un Comitato scientifico e un Direttore nominato dal Direttore della Scuola Normale, di concerto con il Rettore dell'Università e il Direttore della Scuola Sant'Anna. Dalla sua istituzione fino al 30 settembre 2013 il direttore è stato Mariano Giaquinta. Poi gli è subentrato Stefano Marmi fino al 18 febbraio 2021. Attualmente il direttore è Andrea Malchiodi.[26]
- Centro STAR (Systems and Theories for Astrochemical Research): È stato istituito nel 2018 in partnership con l'Università degli Studi di Napoli Federico II e l'Università di Bologna ed è il primo centro di ricerca in astrochimica.
- Laboratorio di biologia (Bio@SNS): Il focus di ricerca presso è lo studio del cervello, delle sue funzioni e dei suoi meccanismi dello sviluppo concentrandosi sulla Neurobiologia e le Neuroscienze.[27]
- Laboratorio di chimica teorica e computazionale (SMART): L’attività di ricerca del laboratorio è legata alla Chimica Teorica Computazionale e si basa sulle metodologie della meccanica quantistica e della termodinamica statistica. All’interno del laboratorio è presente Il Centro di Realtà Virtuale e Realtà Aumentata.[28]
- Laboratorio di documentazione storico artistica (DocStAr): Il laboratorio è nato nel 2013 dalla collaborazione tra il Laboratorio di Arti Visive - LAV[29] e del Laboratorio per l’Analisi, la Ricerca, la Tutela, le Tecnologie e l’Economia per il patrimonio culturale - LaRTTE, che affondava le sue radici nel CRIBeCu (Centro di Ricerche Informatiche per i Beni Culturali), fondato e diretto da Paola Barocchi.[30][31]
- Laboratorio NEST (National Enterprise for nanoScience and nanoTechnology): Il laboratorio comprende quattro diverse istituzioni: Scuola Normale Superiore, Istituto Italiano di Tecnologia, Consiglio Nazionale delle Ricerche e Scuola Superiore Sant'Anna. Sebbene ogni istituzione abbia il suo proprio personale di ricerca e amministrativo (il "Laboratorio NEST" della Normale, il "Center for Nanotechnology Innovation" di IIT, l'"Istituto Nanoscienze" del CNR e il "Nanoplant" della Scuola Sant’Anna) le strumentazioni e le attività di ricerca sono condivise e coordinate e ricercatori e ricercatrici collaborano per il raggiungimento di obiettivi scientifici specifici, indipendentemente dalla loro affiliazione.[32]
- Laboratorio di storia, archeologia, epigrafia, tradizione dell'antico (SAET): Il Laboratorio è stato istituito nel 2016 come progetto da Andrea Giardina ed è attualmente diretto dalla Professoressa e Storica Anna Magnetto.[33]

### Collegi
Gli allievi della scuola sono alloggiati presso quattro collegi, situati all'interno dell'area urbana, più un edificio nel comune di Firenze:
- Il Collegio Timpano fu la prima donazione immobiliare ricevuta dalla Scuola nel 1932; ricostruito negli anni Cinquanta a seguito dell'esplosione, durante la seconda guerra mondiale, del vicino ponte Solferino. In passato ha ospitato la sezione femminile per poi ospitare studenti e borsisti; è suddiviso in tre edifici: Timpano, Timpanino ed Acconci, quest'ultimo acquisito nel 1967. Il complesso è intitolato all'imprenditore Domenico Timpano, fautore del generoso lascito.
- Il Collegio Fermi, di proprietà della Scuola dal 1993 e adibito a convitto per gli studenti dal 1996, è situato in via S. Apollonia nelle vicinanze del palazzo della Carovana. L'immobile è dedicato al fisico Enrico Fermi che fu allievo del corso ordinario della Normale dal 1918 al 1922, e premio Nobel per la fisica nel 1938.
- Il Collegio Carducci, di proprietà della Scuola dal 1994 e parzialmente restaurato nel 2002, è ubicato in via Turati, nei pressi della stazione di Pisa Centrale. L'edificio è intitolato al poeta e letterato, che fu allievo ordinario della classe di lettere dal 1853 al 1856. Dal settembre 2018 è chiuso in attesa di ristrutturazione.[34]
- Il Collegio Faedo, inaugurato nel 2006 e condiviso con la Scuola superiore Sant'Anna, si trova in via del Giardino, presso il palazzo di Giustizia, ed è dedicato ad Alessandro Faedo, ex studente della Scuola.
- La Residenza Aldo Capitini è un edificio di proprietà del Comune di Firenze, ospita allievi e allieve dei corsi di perfezionamento del Dipartimento di scienze politico-sociali ed è stata intitolata a Aldo Capitini, ex allievo della Normale, importante studioso e pedagogista del Novecento e promotore di iniziative sulla non violenza e la pace. La residenza ha sede in viale Corsica, presso uno degli edifici degli ex macelli monumentali di Firenze, che furono progettati nel 1865 dall’Architetto Giuseppe Poggi.

## Casa editrice
Presso l'ente è attiva la casa editrice "Edizioni della Normale" fondata nel 2003. Le attività dell'editore – seppur non limitandosi ad esse – sono incentrate sugli ambiti umanistico (edizioni critiche di testi, saggistica, carteggi moderni e contemporanei) e scientifico (ricerche nel campo della matematica e della fisica).

## Associazione Normalisti
Alla Scuola si sono affiancate in varie fasi della sua storia diverse associazioni degli ex studenti e professori. Dopo una prima iniziativa nel 1933 da parte del filosofo Giovanni Gentile, fu fondata nel 1997 su proposta di Alessandro Faedo e definita in maniera sintetica, "Associazione Normalisti"(Associazione Alunni, Ricercatori e Professori della Scuola Normale Superiore di Pisa). L'associazione pubblica con cadenza semestrale o annuale il bollettino Normale, organo ufficiale dell'associazione stessa e registrato al tribunale di Pisa.
I presidenti dell'Associazione Normalisti sono stati:
- Luigi A. Radicati di Brozolo (1997 - 2000)
- Claudio Cesa (2000 - 2003)
- Franco Montanari (2003 - 2009)
- Umberto Sampieri (2009 - 2016)
- Roberto Cerreto (2016 - in carica)

## Allievi illustri
Dalla sua fondazione a oggi, la Normale ha formato circa 6.000 allievi e allieve, 
Tra cui:
- Enrico Fermi (Premio Nobel per la Fisica nel 1938)
- Carlo Rubbia (Premio Nobel per la Fisica nel 1984)

- Alessio Figalli (Medaglia Fields nel 2018)

- Giovanni Gronchi (3º Presidente della Repubblica Italiana, 11 maggio 1955 - 11 maggio 1962)
- Carlo Azeglio Ciampi (10º Presidente della Repubblica Italiana, 18 maggio 1999 - 15 maggio 2006; 20º Presidente del Consiglio dei ministri della Repubblica Italiana, 29 aprile 1993 - 11 maggio 1994)
- Massimo D’Alema (24º Presidente del Consiglio dei ministri della Repubblica Italiana, 21 ottobre 1998 - 26 aprile 2000)
- Luciano Canfora (fra i maggiori filologi classici italiani e europei)

## Presidenti
Scuole universitarie federate
- Enrica Pagella[40] (2018-2019)
- Salvatore Rossi[41] (dal 2019)

## Cinema e letteratura
Alla Scuola Normale Superiore sono ambientate alcune opere di narrativa degli anni duemila, quali L'etica dell'acquario di Ilaria Gaspari (2015), Intrigo alla Normale di Massimiliano Lepera (2015), alcune pagine di Walter Siti di Scuola di nudo (1994) e il romanzo di Elena Ferrante Storia del nuovo cognome (2012). L'ateneo è apparso, inoltre, nei film: Ora o mai più (2003), Il giocatore invisibile (2016) e in alcune puntate della seconda stagione della serie televisiva L'amica geniale (2020), che è stata girata proprio all'interno del Palazzo della Carovana.